# Gualberto do Rosário
António Gualberto do Rosário (IPA: [ɡwalˈbɛɾtu du ʁuˈzaɾiu]) (12 oktober 1950) was minister-president van Kaapverdië van 29 juli 2000 tot 1 februari 2001.
Do Rosário werd leider van de Movimento para a Democracia in oktober 2000, totdat hij in augustus 2001 aftrad. Verder was hij minister van Landbouw onder voormalig premier Carlos Veiga.